# Thessa
Thessa Tayna de Paula, mais conhecida como Thessa (Jundiaí, 25 de julho de 1987), é uma ex-futebolista brasileira que atuava como Meio-campo. Teve grande destaque no Internacional, mas ganhou notoriedade no Centro Olímpico, quando conquistou o primeiro Campeonato Brasileiro de Futebol Feminino, realizado em 2013.

## Carreira
Iniciou a carreira futebolística em 2013 no Centro Olímpico de São Paulo, instituição formadora de atletas. Nesse mesmo ano, ela esteve com o grupo campeão do primeiro Campeonato Brasileiro de Futebol Feminino, tendo como rival na final a equipe do São José.
Em 2014 ainda no Centro Olímpico, disputou a Libertadores com a equipe mas não teve grande destaque, sendo eliminada na primeira fase da competição continental. No Campeonato Brasileiro, ela e suas companheiras de time foram eliminadas na semifinal pelo Kindermann nos pênaltis.
Em 2015, assinou com o Santos, onde disputou o Campeonato Brasileiro pela equipe que foi eliminada na segunda fase da competição. Em 2016, Thessa participou novamente do Campeonato Brasileiro, onde mais uma vez foi eliminada com as "sereias da vila" ainda na primeira fase. Na Copa do Brasil, o Santos de Thessa foi eliminado pelo Osasco Audax nas oitavas de final da competição. Thessa deixou o Santos em 2016 sem conquistar títulos.
Em 2017 assinou com o Osasco Audax, tendo feito boas participações, mas sendo eliminada com o Osasco Audax nas quartas de finais para o Santos, sua antiga equipe. No Campeonato Paulista, a equipe de Thessa foi eliminada na segunda fase.
Em 2018, chegou ao Rio Grande do Sul para atuar pelo Internacional. Na disputa do Campeonato Brasileiro Série A2, o seu time foi eliminado pelo Vitória nas semifinais, mas garantiu acesso para o Campeonato Brasileiro2019. Seu primeiro grande desafio com o Inter foi a final do Campeonato Gaúcho, na qual a equipe do Grêmio levou a melhor sobre as coloradas na disputa de pênaltis.
Em 2019, chegou com o Internacional até as quartas de final do Campeonato Brasileiro, sendo eliminada com sua equipe pelo Flamengo. Após a eliminação no nacional, conquistou o Campeonato Gaúcho pela primeira vez ao derrotar na final o Grêmio, uma revanche em relação ao ano anterior, na qual as tricolores levaram o título.
Em 2020, disputou novamente o Campeonato Brasileiro, sendo eliminada com suas companheiras de time nas quartas de final pelo Avaí/Kindermann. Thessa conquistou novamente o Campeonato Gaúcho com o Internacional ao derrotar novamente o Grêmio, se tornando bicampeã da competição.
Em 2021 jogou novamente o Campeonato Brasileiro, onde foi eliminada na semifinal pelo Palmeiras. Em seguida, venceu pela terceira vez consecutiva o Campeonato Gaúcho derrotando mais uma vez o Grêmio, desta vez nas penalidades máximas. Ao Fim dessa temporada, Thessa se aposentou dos gramados.

## Títulos
Centro Olímpico
- Campeonato Brasileiro: 2013

Internacional
- Campeonato Gaúcho: 2019, 2020 e 2021